# گرالد مورتاگ
گرالد مورتاگ (انگلیسی: Gerald Mortag؛ زادهٔ ۸ نوامبر ۱۹۵۸) دوچرخه‌سوار اهل آلمان است.
وی در مسابقات کشوری و بین‌المللی در مجموع برندهٔ ۴ مدال طلا، ۱ مدال نقره شده‌است.